# Ceriagrion madagazureum
Ceriagrion madagazureum е вид водно конче от семейство Coenagrionidae.

## Разпространение
Видът е разпространен в Мадагаскар.